# Choele Choel
Pour les articles homonymes, voir Choel (homonymie).

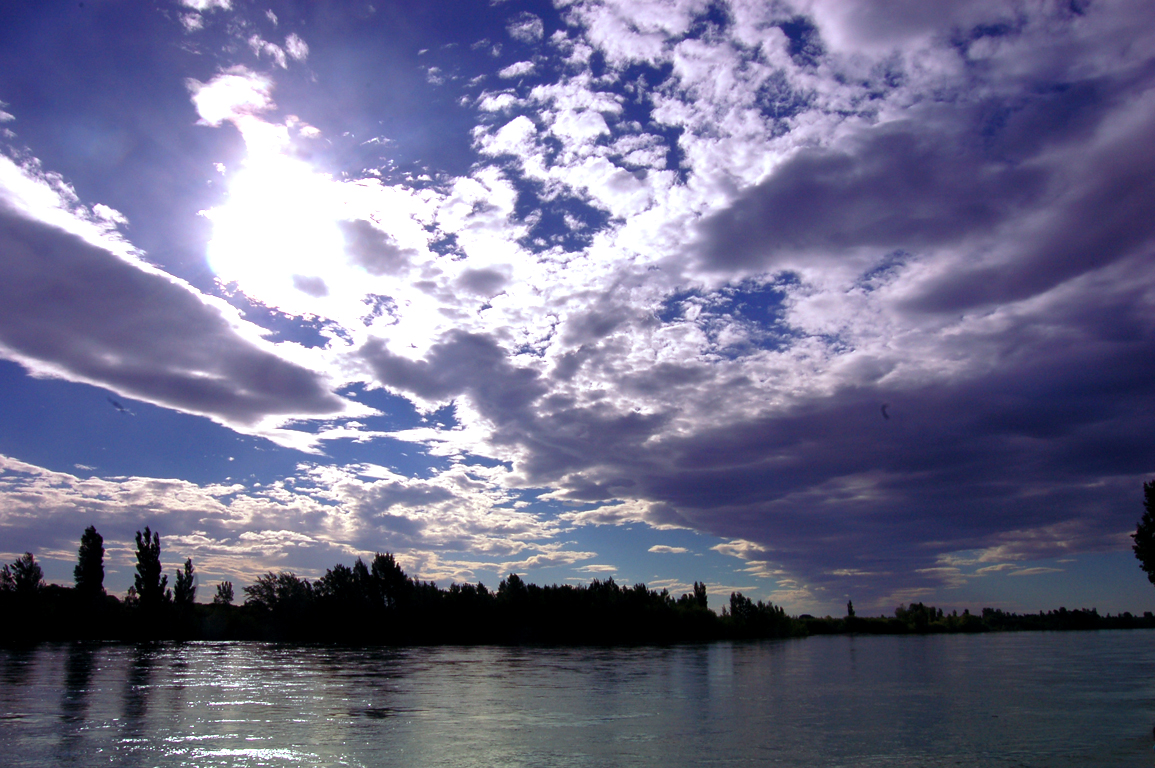
Le río Negro) à Choele Choel.

Choele Choel est une ville d'Argentine, chef-lieu du
département d'Avellaneda, en province de Río Negro.

## Situation
La ville de Choele Choel est située dans le Valle Medio del Río Negro (Vallée moyenne du río Negro), sur la route nationale 22, à l'endroit où cette dernière conflue avec la route nationale 250.
C'est une oasis agricole irriguée par les eaux du fleuve, qui forme dans cette zone un ensemble d'îles fertiles. La ville est sise sur la rive gauche du fleuve, face à l'Isla Grande de Choele Choel.
La ville possède un aéroport autorisant le trafic de petits avions et d'hélicoptères particuliers.

## Toponymie
Choele Choel serait un mot mapuche qui signifie épouvantail de ressac, allusion aux formes fantastiques prises par les débris que les crues du fleuve laissent après elles,.

## Économie
Ses activités principales sont l'élevage et l'agriculture, ainsi que le traitement des matières récoltées (industries agro-alimentaires) : tomates, pommes, poires, etc.

## Population
La ville comptait 8 997 habitants en 2001, ce qui représentait une hausse de 10,8 % par rapport aux 8 122 personnes recensées en 1991.